# 佐藤寿人
佐藤寿人（日语：／ Satō Hisato，1982年3月12日—），已退役日本足球運動員，司職前鋒，前日本國家足球隊成員。

## 俱樂部生涯
佐藤寿人出自千叶市原青训，2000年升入一线队，2002年租借效力于大阪樱花，2004年正式转投仙台维加泰，2005年转投广岛三箭。
身高仅1米70、体重65公斤的佐藤寿人以爆发力见长和跑位极佳，他从小是小因扎吉的粉丝，踢球方式也与偶像极为相似。尽管佐藤一直保持出色表现，是日职联赛历史上第一位连续12年进球达到两位数的球员，但始终得不到日本国家队的重用。
日职联赛官网消息，广岛三箭的前锋佐藤寿人当选为联赛7月最佳，他在7月的5场联赛中总计出场303分钟，贡献3个进球及3次助攻。
在2015年11月22日，追平了中山雅史保持多年的日职联赛历史进球纪录，而在今年3月6日广岛三箭客场1-1战平名古屋鲸鱼的联赛中，他收获了自己的第158个联赛进球，从而正式超过了中山雅史独占联赛历史射手榜榜首，不过他很快就被另一位日本锋线老将大久保嘉人超越。
职业生涯在广岛三箭期间获得3次日职冠军，并于12年包揽日职联赛射手王、MVP及日本年度最佳球员三大奖项。
名古屋鲸鱼在21日正式宣布广岛三箭的前锋佐藤寿人转会名古屋。
广州恒大和名古屋鲸鱼在冲绳的热身赛，恒大以6比1战胜名古屋。为名古屋打进唯一进球的是本赛季刚转会来的老将佐藤寿人。
千叶市原官方宣布，前日本国脚前锋佐藤寿人正式加盟球队，他将和自己的哥哥佐藤勇人再度并肩作战，时隔18年重新披上母队的球衣。
千叶市原官方确认，日本锋线老将佐藤寿人结束了球员生涯。

## 国家队生涯
2006年2月日本队赴美国集训时，被第一次招进队中，在国家队的第一个进球是2月22日2007年亚洲杯。
在日本大分举行的一场2006年世界杯热身赛上，日本凭借替补上场的佐藤寿人在终场前5分钟的进球，1-0小胜厄瓜多尔。
2006年亚洲杯预选赛对阵也门的比赛，佐藤寿人和佐藤勇人在下半场陆续被替换上场，成为了日本国家队历史上第一对在国际A级赛中同时登场的双胞胎(虽然勇人出场时是第89分钟)。

## 個人生活
佐藤寿人的异卵双胞胎哥哥佐藤勇人，也是一位不错的职业选手。两人长相差异颇大（见下图一，左为寿人，右为勇人），位置也不同，寿人是左足前锋，勇人则是右脚中场选手。

## 外部連結
- （页面存档备份，存于）
- 官方网站 （日語）
- Profile at Nagoya Grampus（页面存档备份，存于）
- 日本職業足球聯賽中的佐藤寿人 （日語）
- 官方网站
- 佐藤寿人 – FIFA國際賽競賽紀錄 (存檔) （英文）
- 佐藤寿人在 National-Football-Teams.com 上的出场纪录 （英文）
- 【ルーツ探訪】佐藤寿人の原点は「マンションの間にあるわずかなスペース」（页面存档备份，存于） - サッカーダイジェストWeb (2015年11月22日)